# Magnolia (Ohio)
Pour les articles homonymes, voir Magnolia (homonymie).
Magnolia est un village américain situé dans les comtés de Carroll et de Stark, dans l'Ohio. Selon le recensement de 2010, sa population est de 978 habitants.